# Seal Team 6
Seal Team 6 (v anglickém originále Six; stylizované jako SIX) je americký dramatický televizní seriál. V lednu 2016 stanice History objednala prvních osm dílů seriálu. První dva díly zrežírovala Lesli Linka Glatter. Seriál měl v USA premiéru 18. ledna 2017.
23. února 2017 byl seriál prodloužen o druhou řadu, která měla premiéru 28. května 2018. V Česku měl seriál premiéru 20. ledna 2017 na stanici HBO.

## Obsazení

### Hlavní role
| Postava                    | Představitel      | Český dabing    | Řady            | Řady            |
| Postava                    | Představitel      | Český dabing    | 1               | 2               |
| -------------------------- | ----------------- | --------------- | --------------- | --------------- |
| Joseph "Joe / Bear" Graves | Barry Sloane      | Jiří Dvořák     | hlavní          | hlavní          |
| Alex Caulder               | Kyle Schmid       | Josef Pejchal   | hlavní          | hlavní          |
| Ricky "Buddha" Ortiz       | Juan Pablo Raba   | Ondřej Kavan    | hlavní          | hlavní          |
| Robert Chase               | Edwin Hodge       | Martin Preiss   | hlavní          | hlavní          |
| Lena Graves                | Brianne Davis     | Anna Brousková  | hlavní          | hlavní          |
| Jackie Ortiz               | Nadine Velazquez  | Irena Máchová   | hlavní          | hlavní          |
| Michael Nasry              | Dominic Adams     | Marek Holý      | hlavní          | hlavní          |
| Richard "Rip" Taggart      | Walton Goggins    | Martin Stránský | hlavní          | Does not appear |
| Armin "Fishbait" Khan      | Jaylen Moore      | Martin Sobotka  | vedlejší        | hlavní          |
| Trevor                     | Eric Ladin        | bude oznámeno   | Does not appear | hlavní          |
| Gina Cline                 | Olivia Munn       | bude oznámeno   | Does not appear | hlavní          |
| Tamerlin Shishoni          | Nikolai Nikolaeff | bude oznámeno   | Does not appear | hlavní          |

### Vedlejší role
- Nondumiso Tembe / Antonie Talacková jako Na'omi Ajimuda
- Lindsley Register jako Dharma Caulder
- Tyla Harris / Milada Vaňkátová jako Esther
- Jarreth J. Merz jako Emir Hatim Al-Muttaqi
- Donny Boaz / Filip Jančík jako Beauregard Jefferson Davis "Buck" Buckley (první řada)
- Rus Blackwell jako velitel Atkins
- Zeeko Zaki jako Akmal Barayev
- Joshua Gage / Daniel Rchichev jako Ricky Ortiz Jr.
- Jessica Garza jako Anabel Ortiz
- Britt Rentschler jako Tammi Buckley
- Angela Relucio / Klára Sochorová jako Camille Fung
- Lee Spencer / Petr Meissel jako Terry
- Erik Palladino jako velitel Hughes (druhá řada)

## Vysílání
| Řada | Díly | Premiéra v USA  | Premiéra v USA | Premiéra v ČR  | Premiéra v ČR   |
| Řada | Díly | První díl       | Poslední díl   | První díl      | Poslední díl    |
| ---- | ---- | --------------- | -------------- | -------------- | --------------- |
| 1    | 8    | 18. ledna 2017  | 8. března 2017 | 20. ledna 2017 | 10. března 2017 |
| 2    | 10   | 28. května 2018 | 1. srpna 2018  | 24. srpna 2018 | 26. října 2018  |

## Produkce
Postavu "Rip Taggart" měl původně hrát Joe Manganiello, nýbrž v dubnu 2016 musel opustit seriál kvůli zdravotním problémům. Asi týden po odchodu Manganiella Walton Goggins byl obsazen jako jeho náhradník. Všechny již natočené záběry s Manganiellyho postavou museli být znovu natočené. Rovněž byl obsazen herec Christopher Backus, ale odešel ze seriálu před natáčením kvůli roli v seriálu Roadies.
Druhá řada seriálu, obsahujíci 10 dílů, je produkovaná novou produkční společností Six 2 North Productions Inc. Režiséry seriálu jsou Kimberly Peirce a Colin Bucksey a výkonným producentem je George Perkins. Druhá řada se začala točit 17. července 2017 v okrese Metro Vancouver, kolem Pembertonu a po celé Britské Kolumbii a natáčení skončilo 23. listopadu 2017.